# Cantó de Le Châtelard
El cantó de Le Châtelard és un cantó francès del departament de la Savoia, situat al districte de Chambéry. Té 14 municipis i el cap és Le Châtelard.

## Municipis
- Aillon-le-Jeune
- Aillon-le-Vieux
- Arith
- Bellecombe-en-Bauges
- Le Châtelard
- La Compôte
- Doucy-en-Bauges
- École
- Jarsy
- Lescheraines
- La Motte-en-Bauges
- Le Noyer
- Saint-François-de-Sales
- Sainte-Reine

## Història
| Data d'elecció | Identitat        | Partit                           | Qualitat                            |
| -------------- | ---------------- | -------------------------------- | ----------------------------------- |
| 1949-1960      | François Perroud | RI                               |                                     |
| 1960-1967      | Henri Bouvier    | MRP                              |                                     |
| 1967-1979      | M. Trépier       | SE després CDP després Centrista |                                     |
| 1979-1992      | Edmond Darvey    | DVG                              | Alcalde de Lescheraines (1971-1995) |
| 1992-2004      | André Guerraz    | DVD                              | Alcalde d'Aillon-le-Jeune           |
| 2004-en curs   | Albert Darvey    | DVG                              | Conseller municipal de Lescheraines |

## Demografia
| 1882                                            | 1926 | 1962 | 1968 | 1975 | 1982  | 1990  | 1999  | 2008  |
| ?                                               | ?    | ?    | ?    | ?    | 3.254 | 3.452 | 3.828 | 4.714 |
| ----------------------------------------------- | ---- | ---- | ---- | ---- | ----- | ----- | ----- | ----- |
| A partir de 1990: Població sense dobles comptes |      |      |      |      |       |       |       |       |